# Вандеја се буни
Вандеја се буни или Деведесеттрећа (фр. Quatrevingt-treize) историјски је роман Виктора Игоа. Објављен 1874, неколико година после Париске комуне, роман се бави Устанком у Вандеји – контрареволуционарном побуном из 1793. током Француске револуције. Подељен је на три дела, али не хронолошки; сваки део приказује друкчије виђење ондашњих историјских догађаја. Радња се углавном одвија у Бретањи, и Паризу.

## Кратак опис
Године 1793. током побуне ројалиста у Бретањи плавци, војници Француске Републике, срећу Мишел Флешар, сељанку, и њено троје деце, који беже од ратних сукоба. Она им објашњава да су јој супруг и родитељи убијени у сукобима са сељацима који су започели побуну. Командант јединице, наредник Раду, убеђује жену да прихвати да се о њој и њеној деци брине његов одред.
У међувремену, на мору, група ројалиста намерава да искрца маркиза де Лантенака, аристократу из Бретање, под чијим вођством би исход побуне могао да се окрене на њихову страну. Током пловидбе на њиховом броду један морнар није добро привезао топ за који је био задужен па је услед невремена причињена велика штета. Затим је морнар ризиковао свој живот и успео да привеже топ. Лантенак га је након тога одликовао и наредио да га погубе јер је његовом грешком страдало неколико морнара. Када је њихова корвета угледала бродове републиканаца Лантенак се укрцао на чамац заједно са једним својим присталицом. Пошто је корвета било тешко оштећена није могла да победи непријатељски брод али је помогла Лантенаку да се домогне копна у Бретањи.
Плавци крећу у потеру за Лантенаком. Он успева да им умакне у чему му је помогао тамошњи просјак, коме је у прошлости давао милостињу. Лантенак се среће са својим присталицама да би одмах затим извршили напад на плавце. Након борбе ројалисти су заробили неке републиканце, међу којима је и Мишел са својом децом. Лантенак наређује да побију све заробљенике, укључујући и Мишел, док он узима њену децу као таоце. Просјак проналази тела убијених и установљује да је Мишел још увек жива. Пружа јој помоћ да оздрави.
Лантенакови немилосрдни поступци постају велика претња за републику. У Паризу, Дантон, Робеспјер, Мара расправљају о претњи и критикују један другога. Они доносе декрет на основу ког треба ликвидирати све побуњенике и све оне који им помажу. Симурден, страствени револуционар и бивши свештеник, добија задатак да спроведе ова наређења у Бретањи. Такође, речено му је да обрати пажњу на Говена, команданта тамошњих републиканских трупа, јер је он у сродству са Лантенаком и сматра се да је сувише благ према побуњеницима. Вође револуције не знају да је Симурден био Говенов учитељ и да га сматра својим сином. 
Лантенак преузима контролу над Дол де Бретањом, ради обезбеђивања места за искрцавање британских трупа као помоћ ројалистима. Говен на превару започиње изненадни напад на устанике и истерује их. Лантенак је присиљен на повлачење али му Говен не дозвољава да приђе обали. Пошто му Британци не долазе у помоћ напуштају га саборци а он се заједно са неколико најоданијих присталица повлачи у замак Тург.
У међувремену Мишел се опоравила и кренула у потрагу за својом децом. Лута бесциљно али ипак успева да сазна да су њена деца таоци у Лантенаковом замку. У замку је наредник Раду, борећи се са опсадницима, угледао децу. Убеђује Говена да му дозволи да он предводи напад. Успева да пробије линију одбране и убије неколико побуњеника али Лантенак и неколико преживелих успевају да се спасу захваљујући тајном пролазу након што су запалили замак. Мишел је дошла док се пожар разбуктавао и видела је да су јој деца заробљена у замку. Њен хистерични плач је чуо Лантенак. Због осећаја кривице он се враћа кроз тајни пролаз у замак и спасава децу, у чему му помаже и Раду. Након тога се предаје.
Говен је знао да ће Симурден након суђења да погуби Лантенака. Посећује га у ћелији где му Лантенак износи своје бескомпромисно конзервативно виђење друштва успостављеног по хијерархији, различитости и дужности. Говен инсистира да људске вредности превагну над традицијом. Да би то доказао дозвољава Лантенаку да побегне а затим се он предаје суду. Говенов опрост Лантенаку због храброг подвига у супротности је са Лантенаковом одлуком да погуби морнара на почетку романа. Говену се суди за издају. Судско веће чине Симурден, Раду, и Гешан, Говенов заменик. Раду гласа за ослобађање, али друга два члана већа гласају за смрт. Током Симурденове посете у затвору Говен излаже своје виђење будућег друштвеног уређења у ком ће државни апарат бити најмањи могућ, неће бити пореза и постојаће једнакост међу половима. Наредног јутра Говену је одрубљена глава а Симурден је у истом тренутку извршио самоубиство.